# 莫羅努大區
6°39′N 4°12′W / 6.650°N 4.200°W
莫羅努大區（Moronou Region），是科特迪瓦的31個大區之一，位於該國中部，由湖泊區負責管轄，首府設於邦古阿努，始建於2012年，面積6,670平方公里，2014年人口352,616，人口密度每平方公里53人。